# Trichosalpinx orbicularis
Trichosalpinx orbicularis är en orkidéart som först beskrevs av John Lindley, och fick sitt nu gällande namn av Carlyle August Luer. Trichosalpinx orbicularis ingår i släktet Trichosalpinx och familjen orkidéer. Inga underarter finns listade i Catalogue of Life.

## Bildgalleri

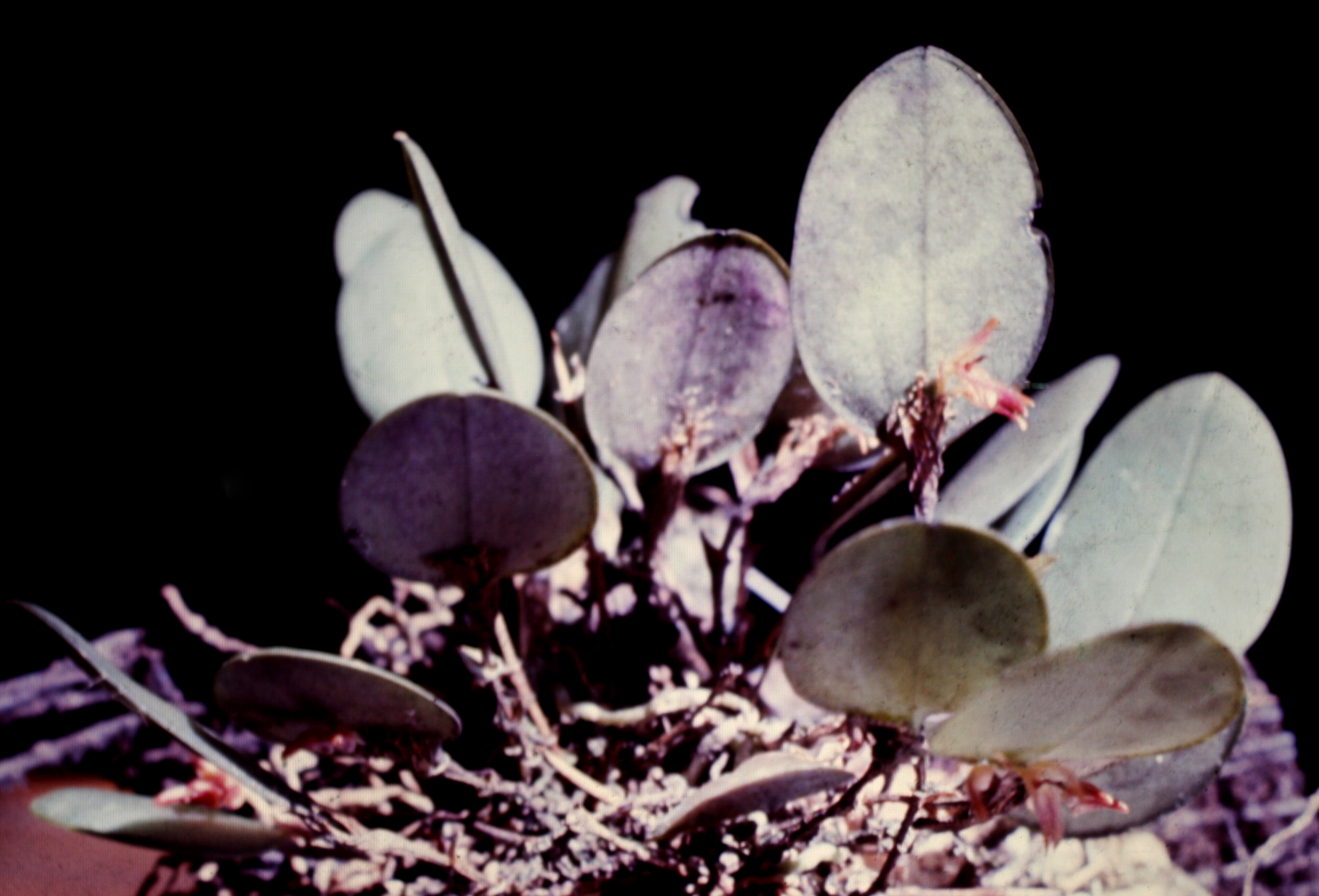
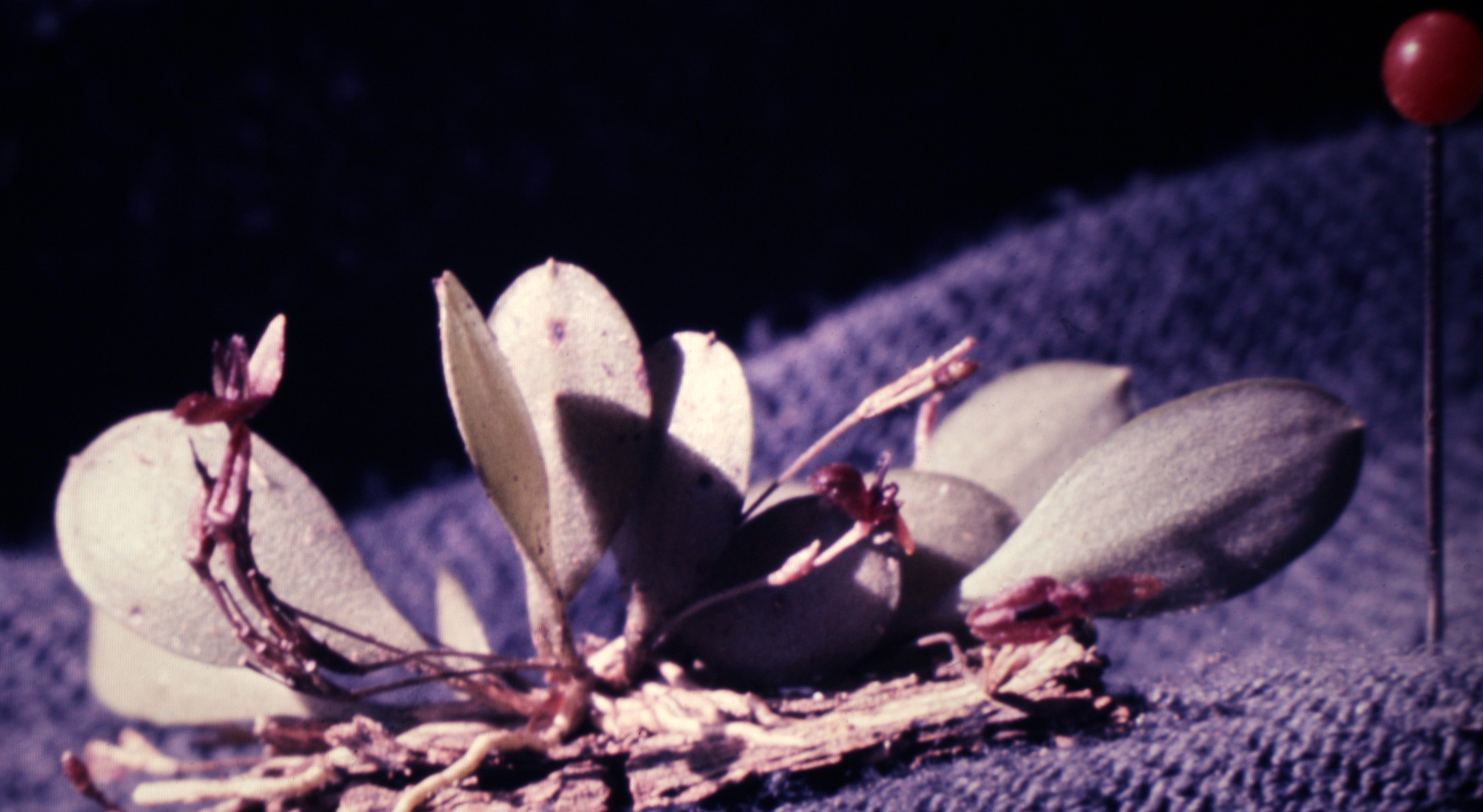
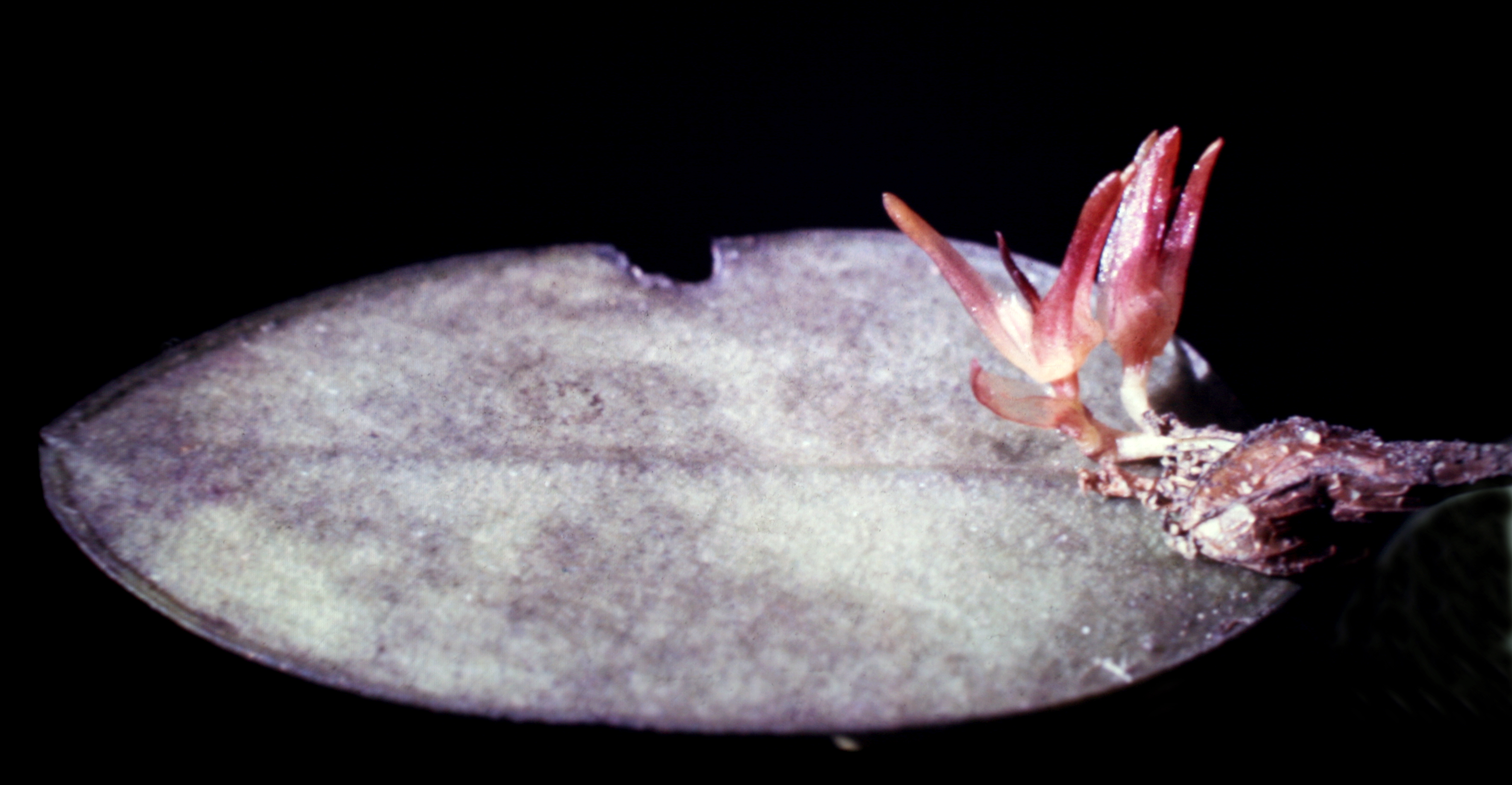
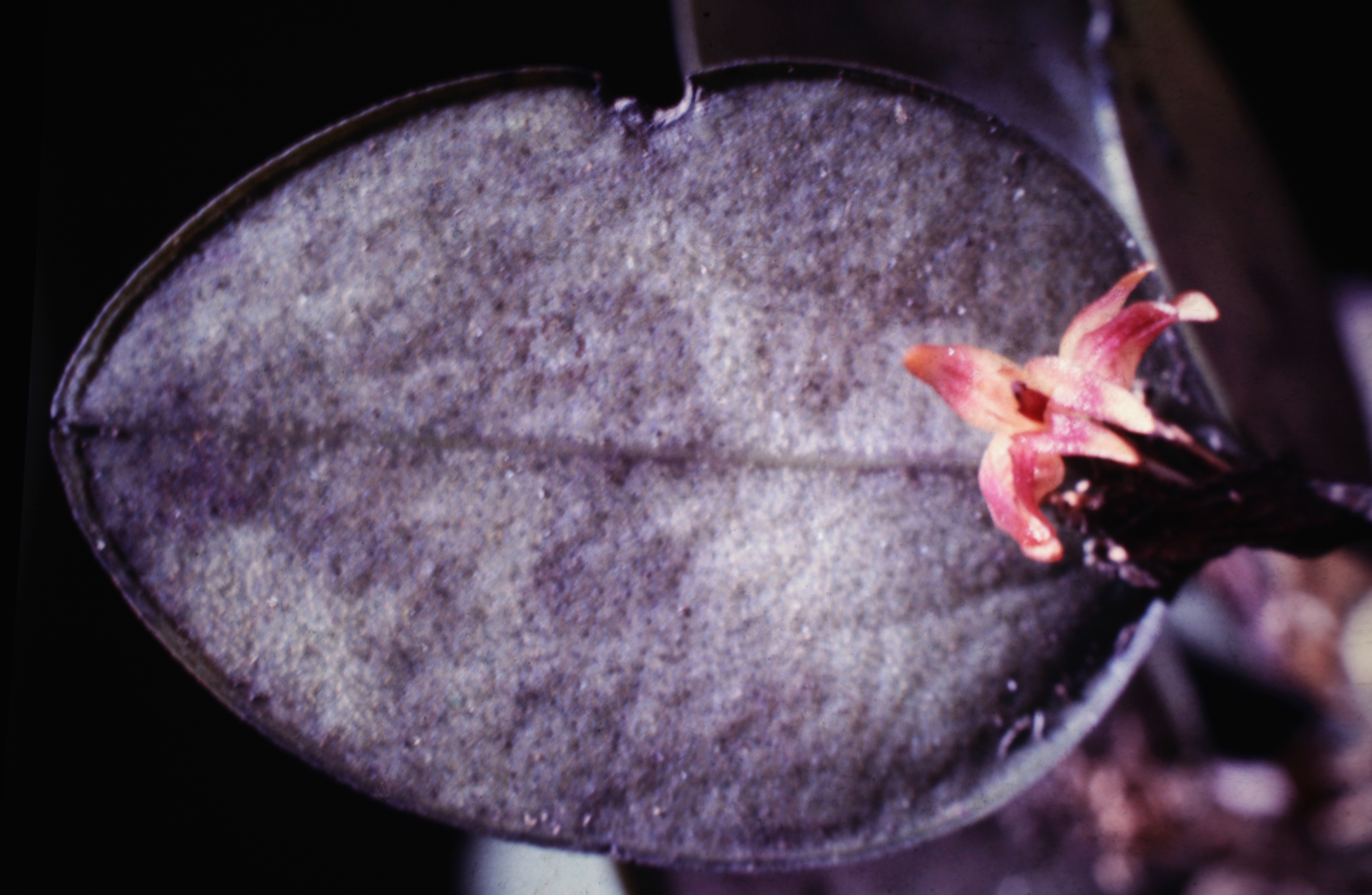
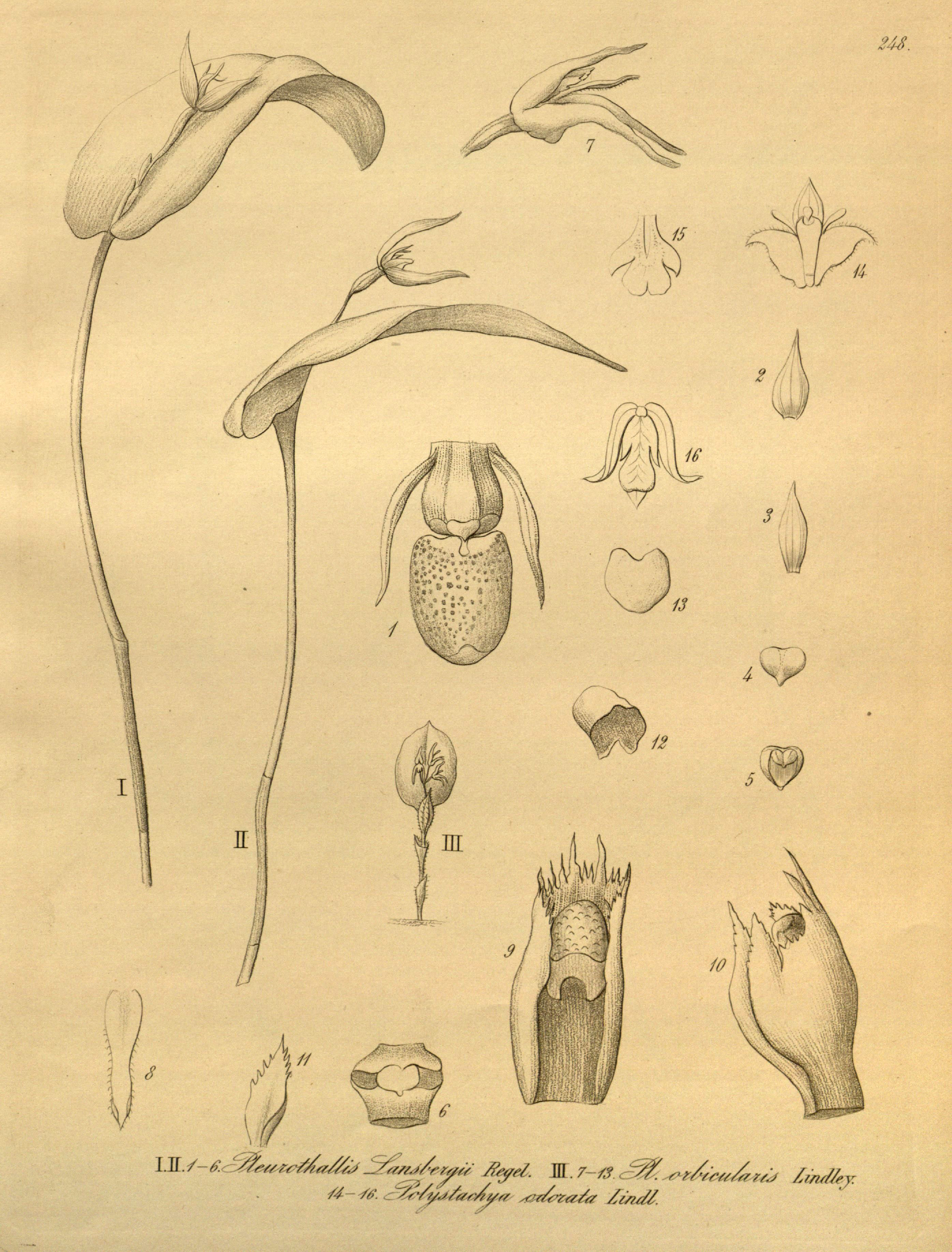